# لويس سوديرو
لويس سوديرو (1836-1909) (بالإنجليزية: Luis Sodiro) هو عالم نبات إكوادوري.